# La Esperanza Mórrizon
La Esperanza Mórrizon är en ort i Mexiko.   Den ligger i kommunen Tumbalá och delstaten Chiapas, i den sydöstra delen av landet, 800 km öster om huvudstaden Mexico City. La Esperanza Mórrizon ligger 835 meter över havet och antalet invånare är 614.
Terrängen runt La Esperanza Mórrizon är kuperad åt nordost, men åt sydväst är den bergig. Runt La Esperanza Mórrizon är det ganska tätbefolkat, med 56 invånare per kvadratkilometer. Närmaste större samhälle är Yajalón, 16,5 km sydväst om La Esperanza Mórrizon. I omgivningarna runt La Esperanza Mórrizon växer i huvudsak städsegrön lövskog.